# Limnoctites rectirostris
La pajonalera piquirrecta (Limnoctites rectirostris), también denominada pajera de pico recto o pajonalera de pico recto, es una especie de ave paseriforme de la familia Furnariidae; era la única especie del género Limnoctites, hasta que recientemente, en 2019, la especie Limnoctites sulphuriferus fue transferida al mismo. Es nativa del centro oriental de América del Sur. 

## Distribución y hábitat

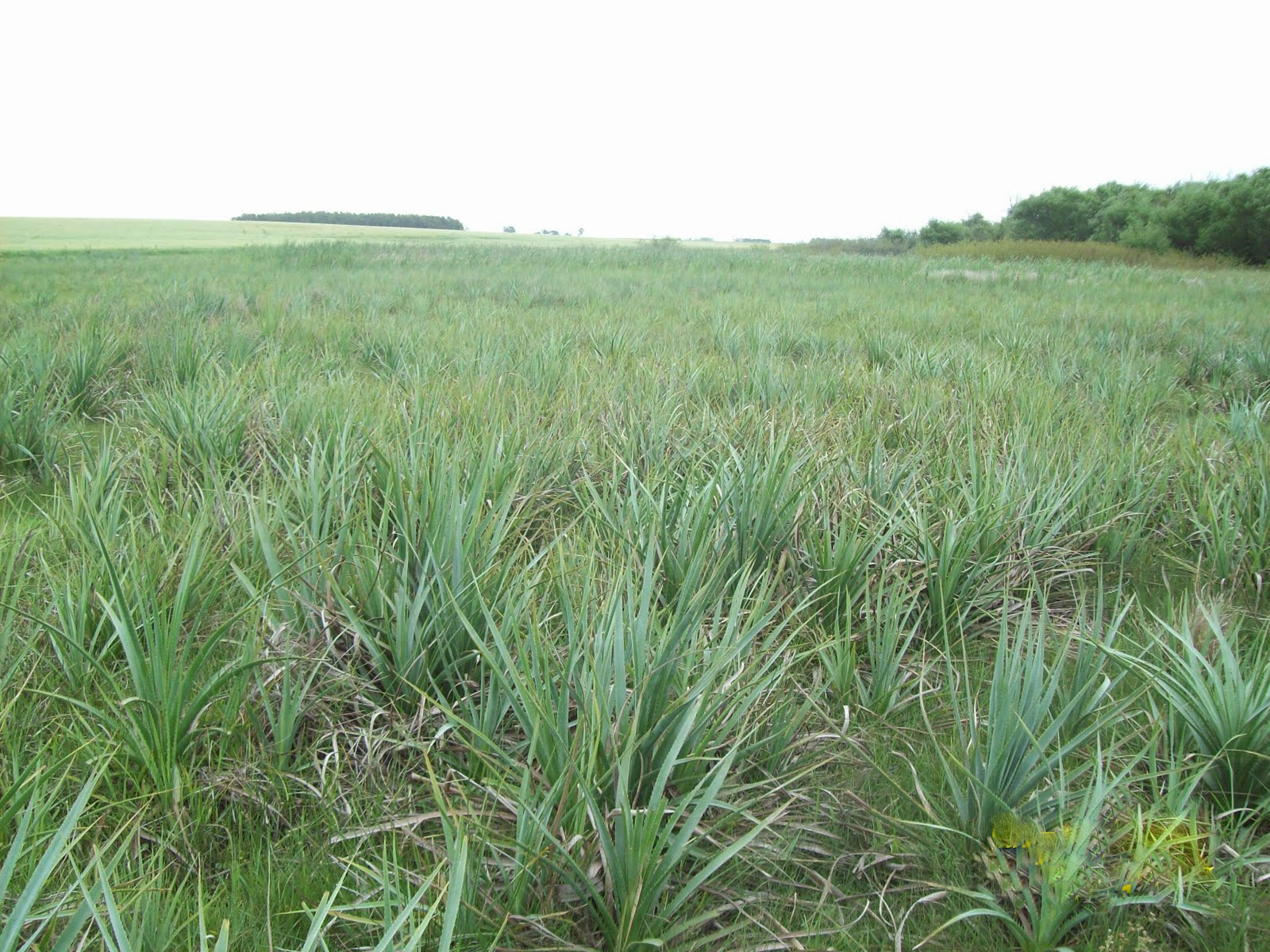
Matorrales de Eryngium pandanifolium en Durazno, Uruguay, ejemplo de hábitat de la especie.

Se distribuye en el extremo sureste de Brasil (Santa Catarina, Rio Grande do Sul), Uruguay y este de Argentina (sur de Entre Ríos, norte de Buenos Aires).
Esta especie es considerada poco común y local en sus hábitats naturales: los pantanos pequeños, zonas cenagosas, así como árboles pequeños y arbustos que bordean los humedales, por debajo de los 1000 m de altitud, entre los cardales de las hierbas espinosas llamadas «caraguatá» (Eryngium), abundantes en áreas pantanosas, pero también más lejos del agua en los matorrales de Eryngium pandanifolium.

## Estado de conservación
La pajonalera piquirreta ha sido calificada como casi amenazada por la Unión Internacional para la Conservación de la Naturaleza (IUCN) debido a que su población, moderadamente pequeña y fragmentada, pero todavía no cuantificada, tiene requisitos de hábitat muy específicos, y se presume estar en decadencia como resultado de la continua pérdida de hábitat.

## Descripción
Mide entre 16 y 17 cm de longitud y pesa entre 16 y 21 g. El plumaje de sus partes superiores es de color marrón grisáceo, más gris en la corona, con una delgada lista superciliar blanca. Sus alas y la cola son de color castaño rojizo rufo; la garganta es blanca y las partes inferiores blancuzcas. El pico es gris con la mandíbula rosada amarillenta y las patas grisáceas amarillentas.

### Vocalización
Emite un trino «tí-tí-tí-ti-titititritriiiii» acelerado al final, con frecuencia entre 4 y 6,5 kHz, que dura entre 2,5 y 3,5 segundos.

## Comportamiento
Generalmente discreto, anda en pares que forrajean en la densa vegetación de los pantanos. Como muchos de su familia, es más fácil de ver mientras canta, cuando suele encaramarse en una percha semi-expuesta.

### Alimentación
Su dieta consiste de artrópodos; entre locs cuales fueron registrados Coleoptera, Hemiptera e Hymenoptera.

### Reproducción
Construye, con hojas de caraguatá, un nido de forma ovalada, dispuesto verticalmente, con entrada lateral. La hembra pone tres huevos blancos que son incubados tanto por ella como por el macho.

## Sistemática

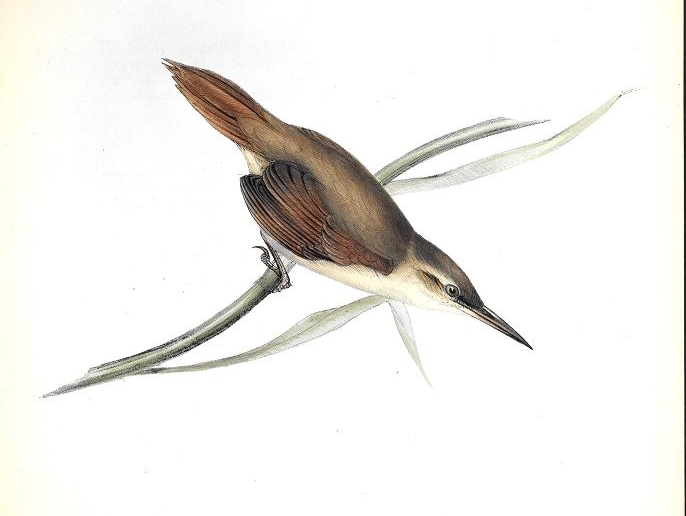
Limnornis rectirostris, ilustración de John & Elizabeth Gould en The Zoology of the voyage of H.M.S. Beagle, under the command of Captain Fitzroy, R.N., during the years 1832-1836, 1839.

### Descripción original
La especie L. rectirostris fue descrita por primera vez por el naturalista británico John Gould en 1839 bajo el nombre científico Limnornis rectirostris; la localidad tipo es: «Maldonado, Uruguay».

### Etimología
El nombre genérico masculino «Limnoctites» se compone de las palabras del griego «λιμνη limnē»: laguna, pantano, y «κτιτης ctitēs»: habitante, en referencia al hábitat de la especie; y el nombre de la especie «rectirostris», se compone de las palabras del latín «rectus»: recto  y «rostris»: de pico; en alusión al pico recto de la especie.

## Taxonomía
En el pasado se clasificaba dentro de género Limnornis con la pajonalera piquicurva (Limnornis curvirostris) que vive aproximadamente en la misma región y en hábitats similares, pero los estudios genéticos demostraron que las dos no están ni cercanamente emparentadas. La especie Limnoctites sulphuriferus estuvo hasta recientemente incluida en el género Cranioleuca (donde todavía la sitúan varias clasificaciones). En el año 2011, un extenso análisis, efectuado por Derryberry et al., en el cual se dispuso de una muestra amplia de taxones, confirmó la estrecha relación de hermanas entre la presente y la entonces Cranioleuca sulphurifera, cuyo linaje divergió del de Cranioleuca alrededor de dos millones de años atrás.
En marzo de 2019, en la Propuesta n.º 815 al Comité de Clasificación de Sudamérica (SACC), finalmente se aprobó la transferencia de Cranioleuca sulphurifera al presente género, lográndose de este modo un género ecológica y morfológicamente cohesivo.  Es monotípica.
Sin embargo, según Aves del Mundo (HBW), las dos difieren significativamente en la morfología y el plumaje, y podrían merecer un tratamiento en géneros monotípicos separados, dependiendo de estudios futuros.